# Vigilantes de Dodge City
Vigilantes de Dodge City es una película del oeste estadounidense de 1944 dirigida por Howard Bretherton y protagonizada por Wild Bill Elliott en el papel de Red Ryder y coprotagonizada como Little Beaver, el actor (Bobby) Robert Blake. Fue el quinto de veintitrés largometrajes de Red Ryder que serían producidos por Republic Pictures. La imagen de la película fue tomada en el lote trasero del estudio junto con locaciones al aire libre en Iverson Ranch, 1 Iverson Lane, Chatsworth, Los Ángeles, California, Estados Unidos.

## Trama
Luther Jennings (LeRoy Mason) busca hacerse cargo de las líneas de carga de Ryder dirigidas por la tía de Red Ryder, la duquesa (Alice Fleming). Su pandilla roba sus escenarios y roba los caballos que Red Ryder (Wild Bill Elliott) está entregando al ejército para sacarlos del negocio. Jennings intenta comprar Ryder Stage Lines, pero la duquesa se niega a vender debido a la baja oferta de Jennings. Cuando llega el capitán del ejército, arresta a Ryder por robo, creyendo que Ryder ha robado sus propios caballos para defraudar al ejército. Sin embargo, cuando son detenidos en el camino hacia el fuerte, el pistolero contratado por Jennings, Benteen (Bud Geary), intenta matar a Glover y hacer que Red parezca responsable. Cuando Red salva al oficial, Glover se da cuenta de que Red es inocente.
El Capitán Glover convence a su oficial al mando, el general Wingate "(Stanley Andrews)", para que le permita regresar con Red a Dodge City, donde esperan descubrir a los verdaderos culpables. Mientras tanto, Little Beaver "(Robert Blake (actor))", está decidido a ayudar a Red y cuida a un potro que es el último miembro restante de la manada desaparecida, para que recupere la salud. Luego, Little Beaver libera a su caballo, “Little Papoose”, y sigue al potro mientras atraviesa la cueva secreta de la pandilla hasta un valle donde se encuentran retenidos los otros caballos. Mientras está en la cueva, Little Beaver escucha el plan de la pandilla de cometer otro robo e incriminar a Red por ello.
Little Beaver le cuenta a Red sobre su descubrimiento y acompaña al vaquero a la cueva escondida de los forajidos. En el escondite, Red y el Capitán Glover encuentran pruebas que demuestran la inocencia de Red e incriminan a Jennings. Allí, Red pelea con Dave Brewster "(Kenne Duncan)", un secuaz de Benteen, y lo obliga a confesar sus crímenes y revelar el papel de Jennings y Bishop en la conspiración. Red lleva a Brewster de regreso a la ciudad, donde Glover se enfrenta a Jennings y Bishop, quienes toman como rehén a Little Beaver durante un intento de fuga. Red rescata a su pupilo indio, y ambos villanos mueren cuando el carro en el que escapan cae por un acantilado. Posteriormente, la caballería concede a Red y a la duquesa otro contrato.

## Elenco
- Wild Bill Elliott como Red Ryder
- Robert Blake como el pequeño Castor
- Martha Wentworth como la duquesa, tia de Red
- Linda Stirling como Carol
- LeRoy Mason como Luther Jennings
- Hal Taliaferro como Walter Bishop
- Tom London como Denver
- Steve Barclay como Capitan James Glover
- Bud Geary como Benteen
- Kenne Duncan como Dave Brewster
- Robert J. Wilke como Bill (es Bob Wilke)
- Stanley Andrews como General Wingate (no acreditado)
- Roy Bucko como Hideout Guard (no acreditado)
- Horace B. Carpenter como Jeff Moore (no acreditado)
- Herman Hack como Cave Henchman (no acreditado)
- Post Park as Wagon Driver Jim Evans (no acreditado)
- Cliff Parkinson as Wagon Loader (no acreditado)
- Dale Van Sickel as Henchman (no acreditado)